# Maciej Niemiec

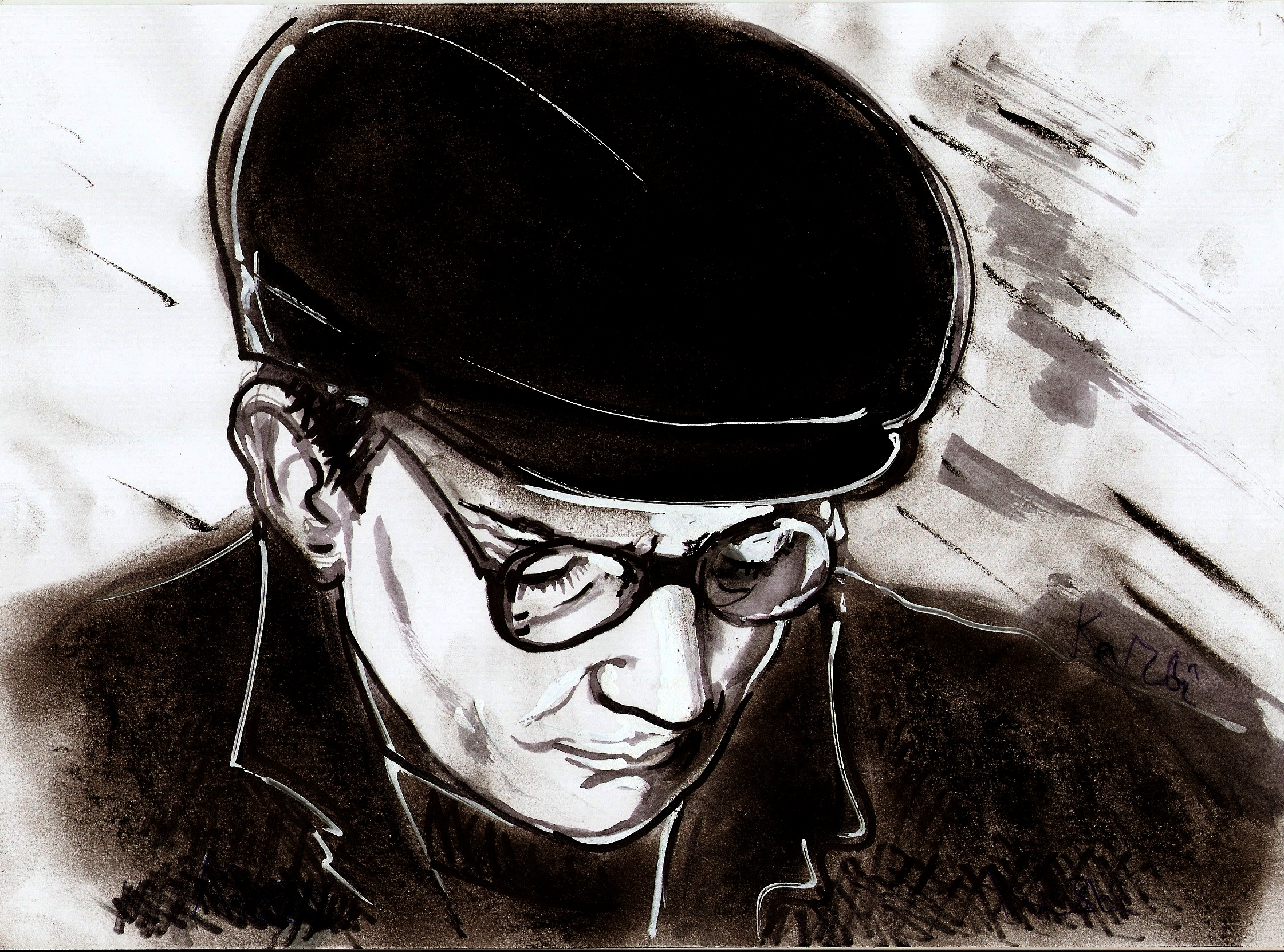
Porträt des Dichters Maciej Niemiec von Zbigniew Kresowaty

Maciej Niemiec (* 7. Oktober 1953 in Warschau, Volksrepublik Polen; † 25. Januar 2012 in Paris, Frankreich) war ein polnischer Dichter, Autor und Übersetzer.

## Leben
Bevor Niemiec 1987 nach Paris auswanderte, veröffentlichte er seine Gedichte im Untergrund, obgleich sie nie politisch waren. In dieser Zeit und auch nach seiner Ankunft in Paris war er mit katholischen Kreisen verbunden. In Frankreich erschienen seine Gedichte in der Pariser Zeitschrift PO&SIE. Nach der politischen Wende in seiner Heimat veröffentlichte er dort in der Vierteljahresschrift Zeszyty Literackie (Literarische Hefte). In Deutschland erschienen sie bei Akzente. Der Dichter erlebte die Publikation seiner letzten beiden Werke in Polen  und eine geplante Ausgabe in deutscher Sprache nicht mehr. Nach jahrelanger Krankheit nahm er sich in Paris das Leben. Er wurde dort auf dem Friedhof Père-Lachaise bestattet.

## Preise und Ehrungen
- 1993: Kościelski-Preis
- Karl-Dedecius-Preis für Übersetzer der Robert-Bosch-Stiftung
- Zygmunt-und-Maria-Zaleska-Preis

## Veröffentlichungen
- 1989: Cokolwiek, ponieważ.
- 1989: O tej poze świata.
- 1993: Kwiaty akacij.
- 1994: Małe wiersze.
- 1996: Ulica Wód.
- 1998: Świat widzialny: Wiersze i przeklady 1991–1998. Oficyna Literacka, Krakau 1998, ISBN 83-71240902.
- 2002: Dance or Die/Wiersze z lat, Biblioteka Telgte, Posen 2003, ISBN 83-91536688.
- 2012: Stan nasycenia.

Die Übersetzerin seiner Gedichte ins Deutsche ist Renate Schmidgall.
- 2011: An jenem Tag und jenem Morgen, Christian Lux, Wiesbaden, ISBN 978-3-939557-96-8.